# 요카타정
요카타정(四方町)은 도야마현 네이군에 있던 정이다. 

## 역사
- 1889년 4월 1일 - 정촌제 시행에 의해 네이군 요카타정이 성립하였다. 당시 세대수는 1,150세대, 인구 5,012명(남성 2,471명, 여성 2,541명)[이었다.
- 1954년 3월 30일 - 구라타키촌, 하치만촌과 합병해 와고정이 성립하였다.

## 참고문헌
- 『市町村名変遷辞典』東京堂出版、1990年。
- 「角川日本地名大辞典」編纂委員会編著『角川地名大辞典 16 富山県』角川書店　（1979年）